# Institut japonais de génétique
L'Institut japonais de génétique (National Institute of Genetics) est une institution japonaise active dans le domaine de la génétique et de la bio-informatique, fondée en 1949.